# Comissão de Valores Mobiliários
A Comissão de Valores Mobiliários (CVM) é uma autarquia de regime especial, instituída por meio da "Lei federal n° 6.385, de 7 de dezembro de 1976" (conhecida como "Lei da CVM"), vinculada administrativamente ao Ministério da Fazenda, que tem o papel de garantir a salvaguarda da integridade do mercado de capitais, de modo a proteger os interesses dos investidores e proporcionar um ambiente propício às negociações pelos agentes do mercado. 
Assim como as autarquias comuns e outras entidades da Administração Pública indireta, a CVM tem personalidade jurídica e patrimônio próprios, além de autonomia financeira e orçamentária. 
A CVM tem poderes para disciplinar, normalizar e fiscalizar a atuação dos diversos integrantes do mercado de valores mobiliários. As normas cuja criação é de competência do CVM são de nível infralegal estabelecer ele abrange as normas jurídicas de nível infralegal (ou seja, que devem ser elaboradas de acordo com as normas produzidas pelo Poder Legislativo todas as matérias referentes ao mercado de valores mobiliários.
As normas legais que devem ser observadas no âmbito do mercado de valores mobiliários, inclusive no que diz respeito à forma de atuação de seus agentes, são trazidas pela  Lei 6.385/76 aliada à "Lei nº 6.404/1976", mais conhecida como "Lei das Sociedades por Ações" ou simplesmente "Lei das S.A.'s".

## Responsabilidades
Cabe à CVM, entre outras, disciplinar as seguintes matérias:
- Registro de companhias abertas;[4][5]
- Registro de distribuições de valores mobiliários;
- Credenciamento de auditores independentes e administradores de carteiras de valores mobiliários;
- Organização, funcionamento e operações das bolsas de valores;[7]
- Negociação e intermediação no mercado de valores mobiliários;
- Administração de carteiras e a custódia de valores mobiliários;
- Suspensão ou cancelamento de registros, credenciamentos ou autorizações;[8][4][5]
- Suspensão de emissão, distribuição ou negociação de determinado valor mobiliário ou decretar recesso de bolsa de valores;

De acordo com a lei que a criou, a Comissão de Valores Mobiliários exercerá suas funções, a fim de :
- assegurar o funcionamento eficiente e regular dos mercados de bolsa e de balcão;
- proteger os titulares de valores mobiliários contra emissões irregulares e atos ilegais de administradores e acionistas controladores de companhias ou de administradores de carteira de valores mobiliários;
- evitar ou coibir modalidades de fraude ou manipulação destinadas a criar condições artificiais de demanda, oferta ou preço de valores mobiliários negociados no mercado;
- assegurar o acesso do público a informações sobre valores mobiliários negociados e as companhias que os tenham emitido;
- assegurar a observância de práticas comerciais equitativas no mercado de valores mobiliários;
- estimular a formação de poupança e sua aplicação em valores mobiliários;
- promover a expansão e o funcionamento eficiente e regular do mercado de ações
- estimular as aplicações permanentes em ações do capital social das companhias abertas.

A lei também atribui à CVM competência para apurar, julgar e punir irregularidades eventualmente cometidas no mercado. Diante de qualquer suspeita a CVM pode iniciar um inquérito administrativo, através do qual, recolhe informações, toma depoimentos e reúne provas com vistas a identificar claramente o responsável por práticas ilegais, oferecendo-lhe, a partir da acusação, amplo direito de defesa.
Em agosto de 2016, durante o processo de impeachment de Dilma Rousseff, o relator designado no âmbito do Senado Federal, Antonio Anastasia, acusou a CVM de omissão diante das pedaladas fiscais.

## Presidentes
Esta é uma lista de presidentes da Comissão de Valores Mobiliários.
| Presidente                                   | Início                 | Fim                     | Refs                 |
| Roberto Teixeira da Costa                    | 10 de maio de 1977     | 12 de dezembro de 1979  |                      |
| Jorge Hilário Gouvêa Vieira                  | 19 de dezembro de 1979 | 29 de junho de 1981     |                      |
| Herculano Borges da Fonseca                  | 3 de julho de 1981     | 14 de março de 1985     |                      |
| Adroaldo Moura da Silva                      | 18 de março de 1985    | 8 de abril de 1986      |                      |
| Victorio Fernando Bhering Cabral             | 17 de abril de 1986    | 29 de agosto de 1986    |                      |
| Luís Octavio Carvalho da Motta Veiga         | 2 de setembro de 1986  | 12 de janeiro de 1988   |                      |
| Arnoldo Wald                                 | 15 de janeiro de 1988  | 17 de março de 1989     |                      |
| Martin Wimmer                                | 19 de abril de 1989    | 27 de março de 1990     |                      |
| Ary Oswaldo Mattos Filho                     | 29 de março de 1990    | 26 de fevereiro de 1992 |                      |
| Roberto Faldini                              | 17 de março de 1992    | 1 de outubro de 1992    |                      |
| Luiz Carlos Piva                             | 21 de outubro de 1992  | 20 de dezembro de 1993  |                      |
| Thomás Tosta de Sá                           | 27 de dezembro de 1993 | 7 de agosto de 1995     |                      |
| Francisco da Costa e Silva                   | 18 de agosto de 1995   | 28 de janeiro de 2000   |                      |
| José Luiz Osorio de Almeida Filho            | 28 de janeiro de 2000  | 12 de julho de 2002     |                      |
| Luiz Leonardo Cantidiano                     | 15 de julho de 2002    | 27 de maio de 2004      | [ 12 ]               |
| Marcelo Fernandez Trindade                   | 7 de junho de 2004     | 18 de julho de 2007     |                      |
| Maria Helena dos Santos Fernandes de Santana | 20 de julho de 2007    | 14 de julho de 2012     | [ 13 ] [ 14 ] [ 15 ] |
| Leonardo Porciúncula Gomes Pereira           | 5 de novembro de 2012  | 14 de julho de 2017     | [ 16 ]               |
| Marcelo Santos Barbosa                       | 25 de agosto de 2017   | 14 de julho de 2022     | [ 17 ] [ 18 ]        |
| João Pedro Barroso do Nascimento             | 18 de julho de 2022    | 19 de julho de 2025     | [ 19 ] [ 20 ] [ 21 ] |